# Domencíolo (irmão de Focas)
Domencíolo (em grego: Δομεντ[ζ]ίολος; romaniz.: Domentziolus ou em grego: Δομνιτζίολος; romaniz.: Domnitziolus) foi o irmão do imperador Focas (r. 602–610). Focas e sua família foram provavelmente de origem traco-romana. Além de Focas, Domencíolo tinha outro irmão chamado Comencíolo. A mãe deles chamava-se Dominica. Em 603, Focas nomeou Domencíolo como seu mestre dos ofícios, um posto que manteve durante o reinado de seu irmão. Em 610, enfrentando a revolta de Heráclio, foi enviado por Focas para equipar a Muralha de Anastácio. Quando ouviu, contudo, que a frota de Heráclio tinha alcançado Abidos, fugiu para Constantinopla. Após a queda e execução de Focas, também foi executado por ordens de Heráclio, mas seu filho aparente, o general e curopalata Domencíolo, foi poupado por intercessão de Teodoro de Siceão.